# هران
هران (انگلیسی: Herrán) نام یک منطقه مسکونی در کلمبیا است.